# Hoodia
Hoodia là chi thực vật có hoa trong họ Apocynaceae.

## Hình ảnh

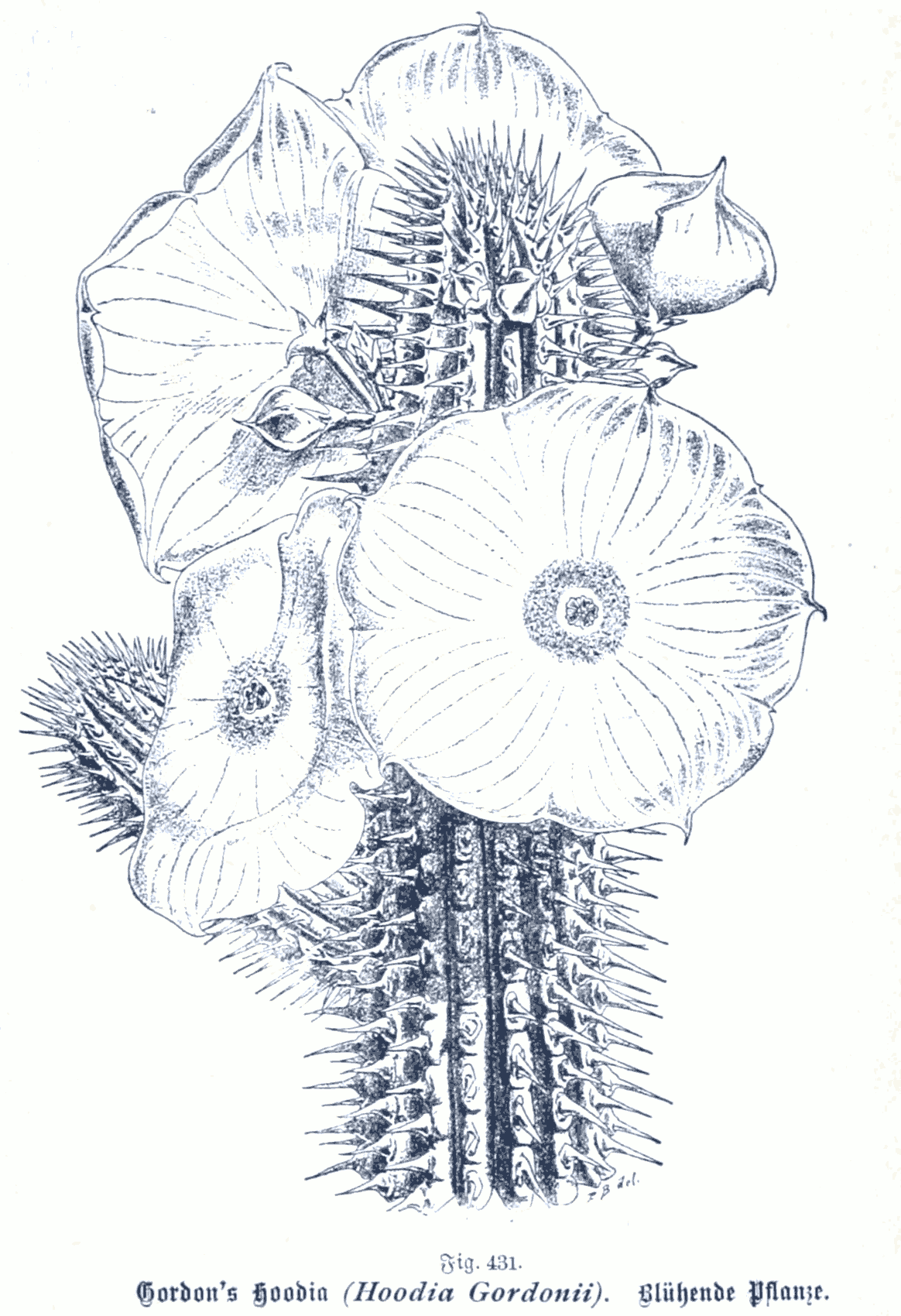
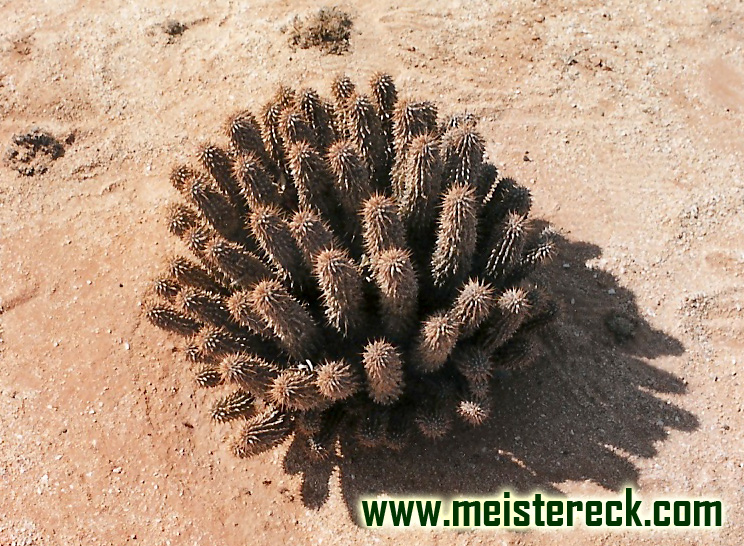
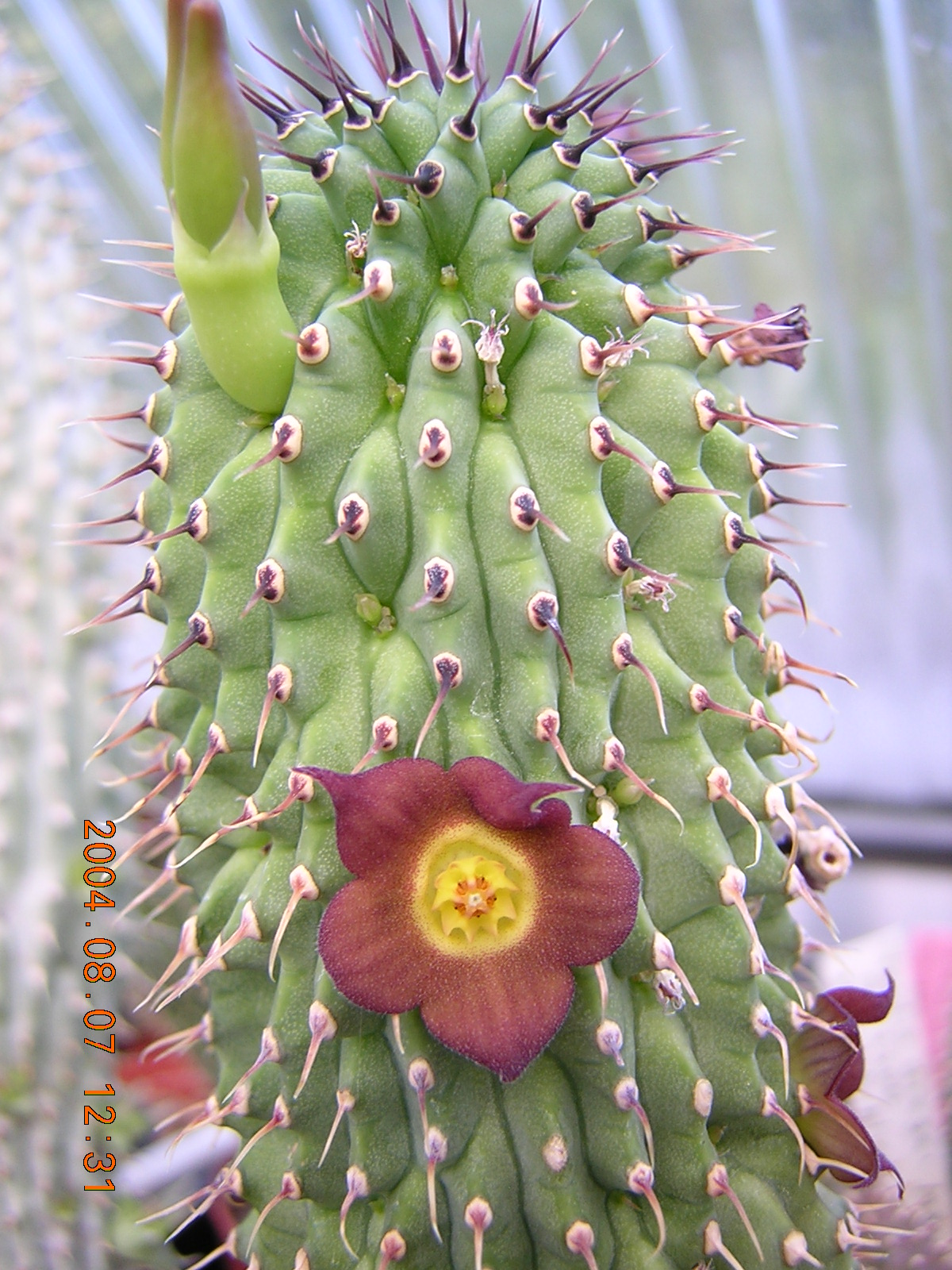
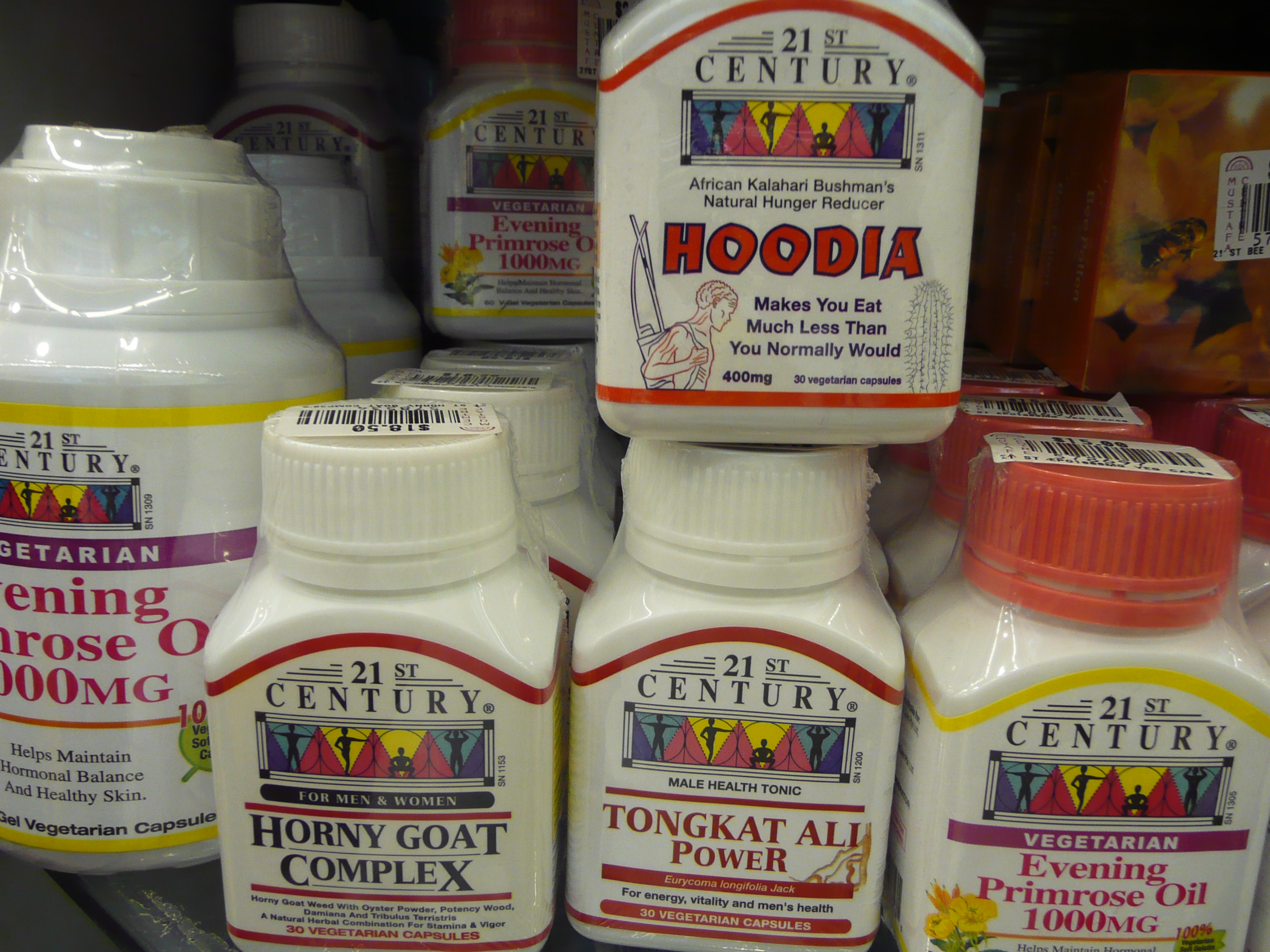